# Xã Springfield, Quận Allen, Indiana
Xã Springfield (tiếng Anh: Springfield Township) là một xã thuộc quận Allen, tiểu bang Indiana, Hoa Kỳ. Năm 2010, dân số của xã này là 4.349 người.